# Лосня
Лосня — деревня в Смоленской области России, в Починковском районе. Расположена в центральной части области в 22 км к северу от Починка и в 20 км к югу от Смоленска, между автодорогой А141 Орёл — Витебск и железной дорогой Орёл-Рига. Население — 969 жителей (2007 год). Административный центр Лоснинского сельского поселения.

## Экономика
Щебёночный завод.